# جی‌ال-۸۳۲ اچ‌وای
جی‌ال-۸۳۲ اچ‌وای (به انگلیسی: Gourdou-Leseurre_GL-832_HY) یک هواگرد ملخ‌پیشین تک‌موتوره از نوع آب‌نشین ساخت شرکت Gourdou-Leseurre است. هواگرد جی‌ال-۸۳۲ اچ‌وای نخستین پروازش را در ۱۹۳۱ میلادی انجام داد. این هواگرد در سال ۱۹۳۴ میلادی رسماً معرفی گردید و در سال‌های ۱۹۳۴–۱۹۳۶ تولید شده‌است. در مجموع، تعداد ۲۲ فروند از این هواگرد ساخته شده‌است.